# 우둥불
《우둥불》은 1982년 11월 4일에 KBS 1TV에서 방영된 3부작 특집 드라마이다. 이범석 장군의 자서전 《우둥불》을 토대로 하여 제작되었으며 이범석, 김좌진이 이끌던 독립군의 청산리 전투를 재현했다.

## 에피소드
- 1부: 밤에만 흐르는 두만강
- 2부: 백두산으로 가자
- 3부: 아, 청산리 대첩

## 출연진
- 김영철: 이범석 역
- 문오장: 김좌진 역
- 최명수: 나중소 역
- 조재훈: 조성환 역
- 이동주: 서일 역
- 김미숙: 이복희 역
- 주현: 최인걸 역
- 강민호: 이장규 역
- 이주실: 복혜자 역
- 유동근: 전성근 역
- 김진해: 차일명 역
- 백수련: 이씨 역
- 유승봉: 종국 역
- 이경표: 영순 역
- 이신재: 한상등 역
- 유재필: 이민화 역
- 김주호: 지용호 역
- 권오현: 강동규 역
- 김병기: 원산만 역
- 이한수: 김윤 역
- 김진오: 이우섭 역
- 이수연: 주모 역
- 이영: 홍범도 역
- 이창원: 이천오 역
- 김상락: 이일 역
- 황준욱: 강위 역
- 박영목: 윤준희 역
- 고희준: 한상호 역
- 송종원: 임국정 역
- 김일란: 지순 역
- 김순철: 우쓰노미야 다로 역
- 최창호: 나오키 이소바야시 역
- 김종구: 마사히코 아즈마 역
- 윤덕용: 장작림 역
- 김순구: 가노 노보테루 역
- 임성민: 시마다 역
- 유종근: 야스카와 지로 역
- 유순철: 토모타케 타카시마 역
- 김해권: 구리하라 역
- 맹호림: 맹부덕 역
- 이대로: 영사 역
- 최주봉: 시부야 역
- 최건호: 대원 역
- 김시원: 대연괴 역
- 박양례: 이갑순 역
- 김윤형: 장강호 역
- 안성태: 영국 역
- 이강수: 마적 역
- 김순철